# سیموس دور
سیموس دور (انگلیسی: Seamus Dever؛ زادهٔ ۲۷ ژوئیهٔ ۱۹۷۶) یک هنرپیشه اهل ایالات متحده آمریکا است.